# پاور بی‌آی
پاور بی‌آی (انگلیسی: Power BI) نرم‌افزاری برای ارائه خدمات آنالیز کسب‌وکار متعلق به شرکت مایکروسافت می‌باشد. این شرکت هدف از تولید نرم‌افزار پاور بی‌آی را، ارائه تجارب تعاملی و قابلیت‌های اطلاعات تجاری، با استفاده از رابط کاربری ساده‌سازی شده برای کاربران نهایی و در نهایت ایجاد گزارش‌های کاری و ساخت داشبوردهای نظارتی، عنوان کرده‌است. در این نرم افزار انواع متفاوتی از داده‌ها را می‌توان مستقیماً وارد کرد و خواند. از این انواع می‌توان به پایگاه داده، صفحه وب، پی‌دی‌اف، یا فایل‌های ساختاریافته مانند صفحات گسترده، مقادیر جداشده با ویرگول ، اکس‌ام‌ال، جی‌سان، XLSX و شیرپوینت اشاره کرد.

## اطلاعات اجمالی
پاور بی‌آی، خدمات هوش‌تجاری زیر را ارائه می‌دهد:
- مبتنی بر ابر ، معروف به "Power BI Services"
- رابط مبتنی بر رایانه‌های شخصی به نام "Power BI Desktop"
- برنامه گوشی همراه
- یک خدمت جدید به نام Power BI Embedded در پلتفرم ابری اژر که شرکت مایکروسافت در مارس ۲۰۱۶ منتشر کرد. [۳]

پاور بی‌آی بر روی رایانه شخصی، قابلیت‌های انبار داده (از جمله آماده‌سازی داده‌ها[en]، کشف داده‌ها و داشبوردهای تعاملی) را ارائه می‌دهد.  یکی از وجوه تمایز اصلی محصول Power BI Embedded، توانایی بارگذاری تصاویر سفارشی است.

## تاریخچه
این برنامه نخستین‌بار توسط تیری دهرز و امیر نتز از تیم خدمات گزارش‌دهی کارساز اس‌کیوال[en] در مایکروسافت طراحی شد.  ابتدا توسط ران جورج در تابستان 2010 طراحی شد و سپس پروژه کرسنت  (به انگلیسی: Project Crescent) نام‌گذاری شد.  این پروژه در ۱۱ ژوئیه ۲۰۱۱ به همراه SQL Server Codename Denali برای بارگیری در دسترس عموم قرار گرفت و بعداً به «پاور بی‌آی» تغییر نام داد. سپس توسط مایکروسافت در سپتامبر ۲۰۱۳ تحت عنوان پاور بی‌آی برای آفیس ۳۶۵ معرفی شد.  این نسخه از پاور بی‌آی بر اساس افزونه‌های مبتنی بر مایکروسافت اکسل ارائه شده بود و دارای ماژول‌های پاور ویو، پاور کوئری[en] و پاور پیووت[en] بود. 
با گذشت زمان، مایکروسافت بسیاری از ویژگی‌های اضافی مانند پرسش و پاسخ، اتصال داده در سطح سازمانی و قابلیت‌های امنیتی را از طریق درگاه پاور بی‌آی (به انگلیسی: Power BI Gateways) اضافه کرد.  نسخه مستقل پاور بی‌آی برای اولین بار در ۲۴ جولای ۲۰۱۵ برای عموم منتشر شد و شامل چندین نسخه مختلف برای رایانه شخصی، وب و برنامه موبایل و غیره بود.
در ۱۴ آوریل ۲۰۱۵، مایکروسافت اعلام کرد که شرکت کانادایی Datazen را خریداری کرده است تا «تکمیل‌کننده پاور بی‌آی باشد، سرویس تجزیه‌و‌تحلیل تجاری مبتنی بر ابر را ارتقا ببخشد و قابلیت‌های هوش‌ تجاری نسخه گوشی همراه را برای مشتریانی که راه‌حل هوش‌ تجاری‌شان بر روی مایکروسافت اس‌کیوال سرور پیاده‌سازی شده بهبود ببخشد.» بیشتر «تصاویر» (به انگلیسی: Visuals) پس از ادغام Datazen زندگی خود را در پاور بی‌آی آغاز کردند.
در فوریه ۲۰۱۹، گارتنر، شرکت مایکروسافت را به عنوان رهبر «ربع جادویی Gartner 2019 برای پلتفرم تجزیه‌و‌تحلیل داده و هوش‌تجاری» معرفی کرد. این دوازدهمین سال متوالی بود که مایکروسافت به عنوان فروشنده پیشرو در این رده مربع جادویی شناخته می‌شد (از ۳ سال قبل از ایجاد این ابزار شروع شد). 

## اجزای کلیدی

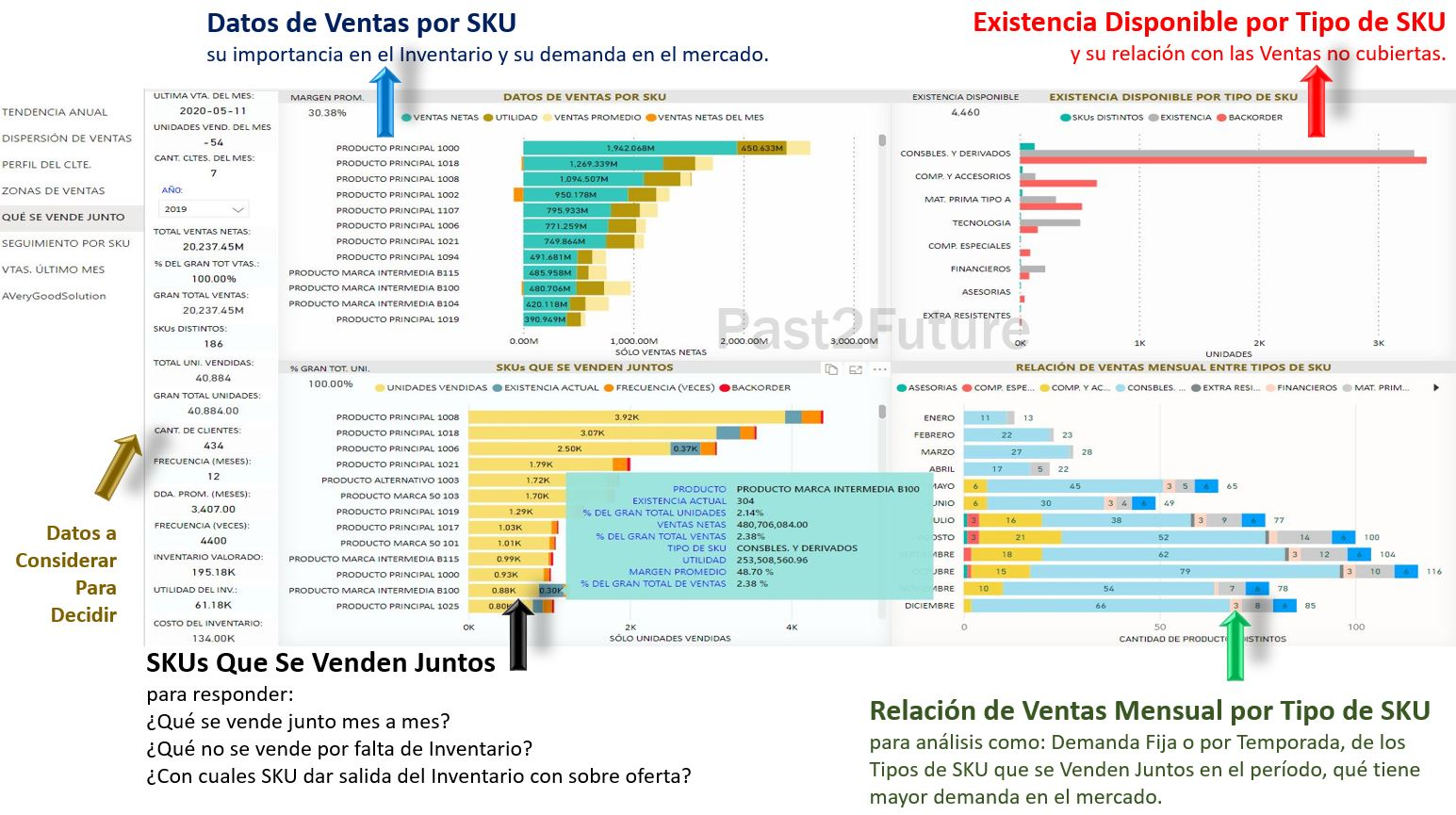
اجزای کلید

اجزای اصلی اکوسیستم پاور بی‌آی به شرح زیر است:
Power BI Desktop 
برنامه کاربردی برای رایانه‌های شخصی و رایانه‌های رومیزی، عمدتاً برای طراحی و سپس انتشار گزارش‌ها بر روی سرویس پاور بی‌آی.
Power BI Service
سرویس برخط مبتنی بر نرم افزار به عنوان سرویس. این محصول قبلاً به عنوان پاور بی‌آی برای آفیس ۳۶۵ شناخته می‌شد که اکنون با نام PowerBI.com شناخته می‌شود.
Power BI Mobile Apps
برنامه‌های پاور بی‌آی برای دستگاه‌های اندروید و آی‌اواس و همچنین برای تلفن‌ها و تبلت‌های ویندوزی.
Power BI Gateway
این دروازه‌ها برای همگام‌سازی داده‌های غیر محلی در داخل پاور بی‌آی استفاده می‌شوند و برای بروزرسانی خودکار گزارش‌ها مورد نیاز هستند. این برنامه در هنگام استفاده با اشتراک سازمانی، می‌تواند توسط خدمات دیگر مایکروسافت من جمله  پاور آتومیت (که قبلاً Flow نامیده می‌شد) و پاوراَپس در آفیس ۳۶۵  نیز استفاده شود.
Power BI Embedded
برای ساخت داشبوردها و گزارش‌ها می‌توان REST API را برای بارگیری داده‌های تارنماها به کار برد.
Power BI Report Server
در سازمان‌هایی که نمی‌توانند یا نمی‌خواهند داده‌ها را در Power BI Service مبتنی بر ابر ذخیره کنند، می‌توان از این خدمت برای ارائه خدمات پاور بی‌آی درون سازمانی بهره برد.
Power BI Premium
ارائه مبتنی بر ظرفیت که شامل انعطاف‌پذیری برای انتشار گزارش‌ها به‌طور گسترده در سراسر یک شرکت بدون نیاز به دریافت‌کنندگان مجوز جداگانه برای هر کاربر است. مقیاس و عملکرد بیشتر از ظرفیت مشترک در سرویس Power BI.
Power BI Visuals Marketplace
بازاری از تصاویر و خدمات سفارشی تصاویر مبتنی بر زبان آر.
Power BI Dataflow 
یک پیاده‌سازی پاور کوئری[en] در فضای ابری است که می‌تواند جهت تبدیل داده‌ها برای ایجاد یک مجموعه داده مشترک استفاده شود. مجموعه داده مشترک یک بار تولید شده و می‌تواند توسط چندین توسعه‌دهنده گزارش مورد استفاده قرار بگیرد. این مجموعه داده از طریق Common Data Service مایکروسافت در دسترس قرار می‌گیرد. می‌توان آن را جایگزینی برای انجام تبدیل داده‌ها در خدمات تحلیل مایکروسافت (مبتنی بر مایکروسافت اس‌کیوال سرور) دانست.
Power BI Dataset
مجموعه داده‌های پاور بی‌آی می‌تواند به عنوان مجموعه‌ای از داده‌ها برای استفاده در گزارش‌های مورد استفاده قرار بگیرد. یک مجموعه داده را می‌توان از طریق یک یا چند جریان داده، به داده‌های منبع خود متصل کرد.
Power BI Datamart

Power BI Datahub
یک مرکز داده برای جستجو و کشف مجموعه داده در یک سازمان است. مجموعه داده‌ها ممکن است از یک محل مرکزی مجددا توسط همه گروه‌ها مورد استفاده قرار بگیرند.

### پاور کوئری‌
برای وارد کردن، نگه‌داشت و تبدیل داده‌ها مورد استفاده قرار می‌گیرد. خروجی این ماژول متعاقباً به منظور مدل‌کردن داده‌ها و تهیه گزارش‌ها به کار می‌رود. دو نمونه از رایج‌‌ترین منابع داده عبارتند از مای‌اس‌کیوال و Salesforce.